# Paraxerus vexillarius
Paraxerus vexillarius — вид гризунів родини Sciuridae, ендемічний для Танзанії. Її природним середовищем існування є субтропічні або тропічні вологі гірські ліси.

## Характеристики
P. vexillarius досягає середньої довжини голови та тіла від 19,0 до 26,4 сантиметрів, а довжина хвоста – від 18,0 до 21,0 сантиметрів. Вона важить близько 250 грамів. Довжина задніх лап становить від 45 до 52 міліметрів, а довжина вух – від 15 до 18 міліметрів. Це вивірка середнього або великого розміру з сірувато-коричневим або оливково-коричневим хутром на спині. Хутро на животі сіре, а лапи та ступні червонувато-помаранчеві. Обличчя червонувате навколо носа та морди, а також широка смуга над очима та аж до вух. Хвіст порівняно довгий, становить близько 85 відсотків довжини голови й тулуба. Він коричневий біля основи, потім йдуть коричневі та блідо-білуваті кільця, кінчик може бути помаранчевим.

## Спосіб життя
Про спосіб життя доступно дуже мало інформації. Вона живе на деревах гірських лісів і, як і всі Paraxerus, ймовірно, веде денний спосіб життя та є травоїдною. Вона віддає перевагу насінню та плодам як їжі.